# SV Südwest Ludwigshafen
Maillots
Dernière mise à jour : 18 mars 2011.
Le SV Südwest Ludwigshafen est un club allemand de football localisé dans la ville de Ludwigshafen en Rhénanie-Palatinat. 
Ce club a été formé en le 29 mai 1964 par la fusion de deux vieux clubs locaux: le Sportverein 03 Ludwigshafen et le Phoenix Tura 1882.
Ce club évolue en Verbandsliga Südwest (6e niveau).

## SV Phönix 03 Ludwigshafen
Fondé sous le nom de Fußball-Club Phönix Ludwigshafen, en juillet 1904. Le club joua en Westkreis-Liga, une ligue régionale jusqu'à la Première Guerre mondiale.
La guerre alentit considérablement les activités sportives et la situation ne s'améliora pas immédiatement après l'Armistice. À partir de 1927, le club joua en Bezirksliga Rheinhessen-Saar et resta dans le haut des classements.
Après l'arrivée au pouvoir des Nazis, les compétitions de football furent réorganisées en 16 ligues régionales appelées Gauliga. Le Fußball-Club Phönix Ludwigshafen fut un des fondateurs de la Gauliga Sud-Ouest-Main-Hesse. Il en conquit le titre en 1935 et participa à la phase finale du championnat national. Le premier tour se jouait par groupes de quatre. Le Phönix termina 2e à deux points du VfL Benrath. La saison suivante, le club termina 10e de la Gauliga et fut relégué.
En 1936, le FC Phönix Ludwigshafen s'associa avec d'autres clubs locaux (FC Pfalz Ludwigshafen, Stemm- und Ringclub Ludwigshafen, Turn- und Fechtclub Ludwigshafen, Turnverein 1861 Ludwigshafen et Kanu-Club Ludwigshafen) pour ensuite jouer sous le nom de Turn- und Sport-Gemeinschaft 1861 Ludwigshafen.
Note: Le régime nazi exigea dans de très nombreux cas le regroupement ou la fusion de clubs d'une même ville.
La TSG remonta dans la Gauliga Sud-Ouest-Main-Hesse en 1938, mais le déclenchement de la Seconde Guerre mondiale et son évolution rendirent les compétitions aléatoires. La pénurie de joueurs se fit sentir au même titre que les difficultés de déplacement. La Gauliga initial fut scindée en deux. La TSG Ludwigshafen fut versée dans la Gauliga Marches de l'Ouest (en Allemand: Westmark) et forma une "Association sportive de guerre" ou Kriegsspielgemainshaft (KSG) avec la TSG Oppau et Verein für Leibesübungen (VfL) Friesenheim. La KSG Ludwigshafen joua encore une saison avant l'arrêt des compétitions quand la guerre arriva dans la région à l'automne 1944.
Dissous en 1945, le FC Phönix Ludwigshafen fut reconstitué  sous l'appellation Sportverein Phönix 1903 Ludwigshafen et joua dans une des nouvelle série (équivalente à une D1) créée par la DFB, l'Oberliga Sud-Ouest. Le club y resta jusqu'en 1962 en terminant régulièrement au milieu du classement. En 1963, lors de la saison de création de la Bundesliga, le club termina champion de la Zweite Liga-Südwest et gagna ainsi le droit de jouer en Regionalliga (équivalent D2). Après une saison, le club fusionna avec le TuRa 1882 Ludwigshafen.

## Tura 1882 Ludwigshafen
Le Turn und Rasendspiel (TuRa) 1882 Ludwigshafen fut lui-même issu d'une fusion entre Ludwigshafen FG 03 et le FC Palatinate 1909. Le FG 03 joua en Kreisliga West à partir de 1914 puis rejoignit, en 1924 la Bezirksliga Rhin durant trois saisons. À ce moment-là, la ligue entra dans la Bezirksliga Rhin-Sarre. Une 4e place en 1928 fut son meilleur résultat.
Les autorités nazies exigèrent des regroupements ou fusion entre clubs d'une même ville. Devenu Tura 1882 Ludwigshafen, le club monta en Gauliga en 1941 et y resta jusqu'au terme de la Seconde Guerre mondiale. 
En 1950, le club rejoua dans l'équivalent d'une D1 après sa promotion en Oberliga Sud-Ouest. Il y reste en milieu de tableau jusqu'en 1963, à l'exception de la saison 1956-1957.

## Südwest Ludwigshafen
À partir de 1964, le club fusionné resta en Regionalliga Südwest mais resta un club très anonyme. Toutefois en 1970 et 1971 termina-t-il tout près d'une montée en prenant part au "tour final" d'accès à la Bundesliga.
En 1974, la Regionalligas fut dissoute en vue de la création de Zweite Bundesliga (D2). Südwest' termina 11e et cela ne fut pas suffisant pour entrer dans la nouvelle ligue. Le club alla alors au 3e niveau de la pyramide, l'Amateurliga Südwest. En 1978, quand la nouvelle "Oberliga Sud-Ouest" prit la place du troisième niveau en remplacement des Amateurligas, le club y accéda.
Südwest Ludwigshafen obtint de bons résultats, dont une deuxième place en 1981. Mais ensuite, il déclina. Il eut une encore une belle saison avec une nouvelle 2e place en 1992, mais en 1994, le club fut relégué en Regionalliga West/Südwest qui était justement formée. Deux saisons plus tard, le club descendit en Verbandsliga Südwest, alors 5e étage de la pyramide du football allemand. 
En 2001, Südwest fut encore relégué mais remonta la saison suivante en Verbandsliga.

## Palmarès

### Phönix Ludwigshafen
- Vice-champion Championnat allemand Sud: 1921, 1923
- Vainqueur Kreisliga Palatinat: 1921, 1922, 1923
- Champion Gauliga Sud-Ouest-Main-Hesse: 1935
- Champion de la 2e Oberliga Sud-Ouest: 1963

### Ludwigshafener FC Pfalz
- Vice-champion Championnat allemand Sud: 1916, 1920
- Vainqueur Westkreis-Liga: 1908, 1916, 1917
- Vainqueur Kreisliga Pfalz (Palatinat): 1920

### Tura Ludwigshafen
- Champion de la 2e Oberliga Sud-Ouest: 1957

### SV Südwest Ludwigshafen
- Coupe du Sud Ouest: 1984, 1987, 1990

## Joueurs connus
Viktor Tielmann